# Mesosa yonaguni
Mesosa yonaguni là một loài bọ cánh cứng trong họ Cerambycidae.